# In Blossom Time
Pour plus de détails, voir Fiche technique et Distribution.
In Blossom Times est un film américain produit par Kalem, réalisé par Sidney Olcott et sorti en 1911 avec Gene Gauntier et Jack J. Clark dans les rôles principaux. L'action se déroule en Floride quand elle était espagnole.

## Fiche technique
- Titre original : In Blossom Time
- Réalisation : Sidney Olcott
- Société de production : Kalem
- Pays :  États-Unis
- Photo : George K. Hollister
- Longueur : 1 000 pieds
- Dates de sortie :

## Distribution
- Gene Gauntier : Angelina, fille du jardinier
- Jack J. Clark : fils de Don Pedro
- J.P. McGowan : Don Pedro, le père de la fille

## Anecdotes
Le film a été tourné à Jacksonville, en Floride, où Kalem dispose d'un studio, les mois d'hiver.